# 中央即応集団
中央即応集団（ちゅうおうそくおうしゅうだん、英: JGSDF Central Readiness Force:CRF）は、陸上自衛隊に存在した、防衛大臣直轄の機動運用部隊。防衛計画の大綱で機動運用部隊に分類されていた。日本の新防衛大綱に基づき2007年3月28日に創設され、2018年3月26日付をもって廃止された。

## 概要
有事に迅速に行動・対処する為の部隊として機動運用部隊（第1空挺団・第1ヘリコプター団）や専門部隊（特殊作戦群・中央特殊武器防護隊など）を一元的に管理・運用する目的と、国際平和協力活動に関する研究及び教育訓練（国際活動教育隊・国際平和協力活動等派遣部隊）および指揮を行う為に新設された。国内展開時には、増援・緊急対応部隊として機能し、国外展開部隊に対しては指揮機構の役割も有する。創設時の人員は約3,200名、2008年3月末の3個部隊発足により人員は約4,500名となっている。
従来、陸上自衛隊の上級指揮官には「○○長」または「総監」の職名が用いられてきたが、中央即応集団にあっては指揮官名として陸上自衛隊では初めて「司令官」が用いられることとなった。司令官には陸将（指定職3号）が就き、防衛大臣の直接の指揮監督を受ける。国内担当と国際担当のそれぞれ一人ずつの副司令官には陸将補が就く。
シンボルマークは日の丸を背景に、上に3つの桜花章、中央に青の世界地図、下に黄で「CRF」の文字（陸将の下、日の丸を背負い、世界規模で活躍―ウェブサイト解説より）。26中期防に基づき中央即応集団は廃止され、その隷下部隊は新設の陸上総隊に移行した。

## 沿革
- 2007年（平成19年） 
  - 3月28日：中央即応集団が朝霞駐屯地で編成完結。編成当時の隷下部隊は、第1空挺団・特殊作戦群・第1ヘリコプター団・第101特殊武器防護隊・国際活動教育隊。
  - 3月31日：朝霞駐屯地にて発足式典が行われる。
  - 4月1日：国際平和協力法に基づき、国際連合ネパール支援団 (UNMIN) に第1次軍事監視要員として石橋克伸2等陸佐（当時）以下6名を派遣。中央即応集団司令部所属かつ内閣府PKO事務局に出向した個人派遣という形がとられ、防衛省発足に伴い国際平和協力活動が本来任務化してから初の自衛隊海外派遣となった。
  - 7月17日：新潟県中越沖地震に際し、同年8月13日まで隷下部隊を災害派遣。
  - 8月24日：ゴラン高原UNDOF第24次隊を派遣（以降は中央即応集団隷下として運用される）
  - 9月12日：インドネシアスマトラ南部地域地震対応。
- 2008年（平成20年） 
  - 3月26日：

  1. 中央即応連隊が宇都宮駐屯地で編成完結。
  2. 対特殊武器衛生隊が三宿駐屯地で編成完結。
  3. 第101特殊武器防護隊（大宮駐屯地）が中央特殊武器防護隊に改編。

  - 6月30日：対テロ・ゲリラ対処の見地から中央即応集団に対し北海道洞爺湖サミットにおける支援命令が発出される。
  - 10月24日：閣議決定に基づき国際連合スーダン派遣団 (UNMIS) 司令部への要員派遣を開始。
- 2009年（平成21年） 
  - 5月16日：ソマリア沖海賊の対策部隊派遣のため、海上自衛隊P-3C哨戒機のジブチへの派遣に対応するための部隊警護要員50名の編成完結式を行う。
  - 5月18日：派遣海賊対処航空隊先遣隊がジブチに派遣される。
  - 5月28日：派遣海賊対処航空隊本隊がジブチに派遣される。
  - 10月5日：インドネシア国際緊急医療援助隊派遣。
- 2010年（平成22年） 
  - 1月21日：ハイチ大地震による被災者支援のため、第13後方支援隊長以下100名からなる「ハイチ国際緊急医療援助隊」に中央即応集団の隊員を派遣。
  - 2月4日：国連ハイチ司令部要員派遣。
  - 2月6日：ハイチ大地震に伴う国際平和協力活動「ハイチ派遣国際救援隊」（前2月5日に閣議決定）の先遣隊として中央即応連隊長以下200名が出国。[4]
  - 8月31日：パキスタン国際緊急医療援助隊派遣。
  - 9月27日：国連東ティモール統合ミッション派遣。
  - 11月9日：APEC会議支援。
- 2011年（平成23年） 
  - 1月15日：国際連合ネパール支援団の任務終了。18日、第4次軍事監視要員6名が帰国
  - 3月11日：福島第一原子力発電所事故の対応を、全組織に対して現場統括。
  - 9月30日：国際連合スーダン派遣団の任務終了に伴い、司令部勤務要員が帰国。
  - 10月21日：福島第一原子力発電所事故の対応に当たった現場指揮官2名が、消防、警察と共にスペインのアストゥリアス皇太子賞平和部門を受賞[5]。
  - 11月28日：国際連合南スーダン派遣団の司令部がある首都ジュバへ自衛官2名を派遣
- 2012年（平成24年） 
  - 1月14日：自衛隊南スーダン派遣の先遣隊34名が首都ジュバに向けて出国。
  - 9月：国際連合東ティモール統合ミッション（UNMIT・個人派遣）が年内で終了することに伴い、第4次要員が帰国
- 2013年（平成25年） 
  - 1月15日：自衛隊ゴラン高原派遣(UNDOF)の全隊が撤収。20日に防衛省で隊旗返還を行った。
  - 3月15日：ハイチ派遣国際救援隊(MINUSTAH)の後送業務隊が撤収完了
  - 3月26日：司令部及び司令部付隊が座間駐屯地に移駐。司令部幕僚長が同駐屯地司令職務担任部隊長に指定[6]
  - 11月：フィリピン共和国を襲った平成25年台風第30号復興支援のため、国際緊急援助隊が編成・派遣された。
- 2015年（平成27年）4月：ネパール地震復興支援のため、国際緊急援助隊が編成・派遣された。
- 2017年（平成29年）5月：自衛隊南スーダン派遣（UNMISS）の活動終了
- 2018年（平成30年）3月26日：陸上総隊創設に伴い廃止。司令部は新編の陸上総隊司令部日米共同部を残し朝霞駐屯地へ再移駐。駐屯地司令職務は第4施設群へ移管。

## 廃止時の編成
編成
- 中央即応集団司令部
- 第1空挺団（約1,900名）
- 第1ヘリコプター団（約900名）
- 中央即応連隊（約700名）
- 特殊作戦群（約300名）
- 中央特殊武器防護隊（約155名）
- 対特殊武器衛生隊（約70名）
- 国際活動教育隊（約80名）
- 中央即応集団司令部付隊（約395名）

駐屯地
- 座間駐屯地（神奈川県相模原市）
  - 司令部及び司令部付隊
- 朝霞駐屯地（東京都練馬区）
  - 対特殊武器衛生隊
- 宇都宮駐屯地（栃木県宇都宮市）
  - 中央即応連隊
- 習志野駐屯地（千葉県船橋市）
  - 第1空挺団
  - 特殊作戦群
- 木更津駐屯地（千葉県木更津市）
  - 第1ヘリコプター団
- 大宮駐屯地（埼玉県さいたま市北区）
  - 中央特殊武器防護隊
- 駒門駐屯地（静岡県御殿場市）
  - 国際活動教育隊

国際平和協力活動等派遣部隊
- DGPE - 派遣海賊対処行動支援隊（ジブチ基地警備部隊）

### 司令部
中央即応集団司令部は発足当初東京都練馬区の朝霞駐屯地に置かれた。神奈川県相模原市のアメリカ陸軍第一軍団司令部との連携強化を目的として2013年3月26日から廃止までの間キャンプ座間（座間駐屯地）に所在していた。
師団及び旅団司令部は第一部・第二部のように数字で部の名称を表しているが、中央即応集団司令部は職務内容を表す用語を部の名称としている。ただし、基本的な各部の職務分掌は共通している。第一部と人事部、第二部と情報部、第三部と防衛部、第四部と後方補給部の職務はほぼ等しい（司令部#陸上自衛隊の師団の司令部等の構成を参照）。
また、中央即応集団司令部は方面総監部と同様、2名の幕僚副長（1等陸佐）が置かれている。司令部編成は下記のとおり。
- 人事部（G-1）
- 情報部（G-2）
- 防衛部（G-3）
- 後方補給部（G-4）
  - 総務課
  - 会計課
  - 通信課
  - 民生協力課
- 報道官
- 医務官
- 監察官
- 法務官

| 代 | 氏名     | 在職期間                        | 出身校・期 | 前職                                   | 後職           |
| -- | -------- | ------------------------------- | ---------- | -------------------------------------- | -------------- |
| 01 | 山口淨秀 | 2007年03月28日 - 2008年08月01日 | 防大17期   | 西部方面総監部幕僚長 兼 健軍駐屯地司令 | 退職           |
| 02 | 柴田幹雄 | 2008年08月01日 - 2009年12月07日 | 防大19期   | 北部方面総監部幕僚長 兼 札幌駐屯地司令 | 退職           |
| 03 | 宮島俊信 | 2009年12月07日 - 2011年08月05日 | 防大20期   | 統合幕僚学校長                         | 退職           |
| 04 | 藤崎護   | 2011年08月05日 - 2012年01月31日 | 防大22期   | 第3師団長                              | 退職           |
| 05 | 山本洋   | 2012年01月31日 - 2012年07月26日 | 防大21期   | 陸上自衛隊富士学校長 兼 富士駐屯地司令 | 退職           |
| 06 | 日髙政広 | 2012年07月26日 - 2014年08月05日 | 防大23期   | 第6師団長                              | 退職           |
| 07 | 川又弘道 | 2014年08月05日 - 2016年07月01日 | 防大25期   | 第4師団長                              | 退職           |
| 末 | 小林茂   | 2016年07月01日 - 2018年03月26日 | 防大27期   | 防衛大学校幹事                         | 陸上総隊司令官 |